# ボーダレス (シャーリー・カーンのアルバム)
『ボーダレス』（英語: Borderless）は、香港出身の歌手シャーリー・カーンの日本における2枚目の日本語のスタジオ・アルバム。
1990年7月21日にアポロン音楽工業からリリースされた
。

## 収録曲
| 1.        | 「フィール・フォー・ユー~涙をとどけて」                      |           |           |           |       |
| 2.        | 「ボーダーレス」                                             |           |           |           |       |
| 3.        | 「ホノルル・シティ・ライツ（イングリッシュ・ヴァージョン）」 |           |           |           |       |
| 4.        | 「ムーンライト」                                             |           |           |           |       |
| 5.        | 「ミス・ユー」                                               |           |           |           |       |
| 6.        | 「マイ・ディアー・フレンズ」                                 |           |           |           |       |
| 7.        | 「ハート・オブ・ザ・ナイト」                                 |           |           |           |       |
| 8.        | 「ロンリー・ミステリー」                                     |           |           |           |       |
| 9.        | 「イルミネーション」                                         |           |           |           |       |
| 10.       | 「アイ・キャント・リヴ・ウィズアウト・ユー」                 |           |           |           |       |
| 合計時間: | 合計時間:                                                    | 合計時間: | 合計時間: | 合計時間: | 45:00 |